# Икс-мен: Прва класа
Икс-мен: Прва класа (енгл. X-Men: First Class) је филм из серијала о Икс-менима, групи суперхероја из Марвелових стрипова. Филм је режирао Метју Вон и представља преднаставак претходним филмовима из серијала.
Радња је смештена у 1962. годину током Кубанске ракетне кризе и фокусира се на однос између Чарлса Зејвијера (Професор Икс) и Ерика Леншера (Магнето), као и порекло њихових каснијих тимова - Икс-мени и Братства мутаната.
Главне улоге тумаче Џејмс Макавој и Мајкл Фасбендер, док се у споредним појављују Кевин Бејкон, Џанјуари Џоунс, Роуз Берн, Џенифер Лоренс, Николас Хоулт, Зои Кравиц, Џејсон Флеминг и Лукас Тил.
Премијера наставка Икс-мен: Апокалипса је била 27. маја 2016.

## Радња
Филм „Икс-мен: Прва класа” враћа нас на епски почетак класичне Марвелове митолошке саге. Пре него што су Чарлс Завијер и Ерик Леншер узели имена Професор Икс и Магнето, били су два млада човека који су тек открили своје моћи. Пре него што су постали архинепријатељи, били су најближи пријатељи који су сарађивали с другим мутантима (неки су били познати, неки нови) да спрече највећу претњу с којом се свет икада суочио.

## Улоге
| Глумац              | Улога                       |
| ------------------- | --------------------------- |
| Џејмс Макавој       | Чарлс Зејвијер/Професор Икс |
| Лоренс Белчер       | Чарлс Зејвијер (млађи)      |
| Мајкл Фасбендер     | Ерик Леншер/Магнето         |
| Бил Милнар          | Ерик Леншер (млађи)         |
| Џенифер Лоренс      | Рејвен Даркхолм/Мистик      |
| Морган Лили         | Рејвен (млађа)              |
| Николас Хоулт       | доктор Хенк Макој/Звер      |
| Зои Кравиц          | Ејнџел Салвадор             |
| Кејлеб Ландри Џоунс | Шон Касиди/Банши            |
| Еди Гатеги          | Армандо Муњоз/Дарвин        |
| Лукас Тил           | Алекс Самерс/Хавок          |
| Роуз Берн           | Мојра Мактагерт             |
| Кевин Бејкон        | Себастијан Шо               |
| Џанјуари Џоунс      | Ема Фрост                   |
| Џејсон Флеминг      | Азазел                      |
| Алекс Гонзалес      | Јанош Квестед/Риптајд       |
| Оливер Плат         | Човек у црном оделу         |
| Реј Вајс            | Државни секретар САД        |
| Хју Џекман          | Вулверин (камео)            |
| Раде Шербеџија      | генерал Волков              |
| Мајкл Ајронсајд     | капетан америчке морнарице  |
| Џејмс Ремар         | генерал                     |
| Мет Крејвен         | директор ЦИА Џон Мекоун     |